# Andreu Avel·lí Abreu i Boy
Andreu Avel·lí Abreu i Boy (Torroella de Montgrí, 27 de juny del 1868 - Barcelona, 12 de setembre del 1935) va ser professor de música i compositor.

## Biografia
Estudià al Conservatori de música del Liceu de Barcelona, i hi obtingué el primer premi de contrapunt i fuga (1892). El 1890 havia entrat de professor ajudant al mateix centre, i va acabar essent-ne catedràtic de solfeig, a banda d'ensenyar-hi, també, composició. Juntament amb Zamacois i Pere Serra publicà diversos mètodes d'ensenyament de la música que han mantingut la vigència durant molts anys. El 1915 va ser designat professor de música substitut de l'Escola Normal de Barcelona i el 1923 ja n'era titular.
Com a compositor de música lleugera signà amb l'anagrama Andrés Uerba.

## Obres
- Ave María (1895), per a veu
- Brisas campestres, capricho (1892), per a orquestra
- La conquista de Granada (1893), per a orquestra
- Erminia, schotisch (1889), per a piano
- Flor d'infantesa, per a veu i piano, amb lletra de Ricard Forga i Clarà
- La fuga (1893), per a veu
- Mar tranquilo (1890), barcarola
- Meditación (1886), per a instruments d'arc
- Melodía bufa (1893)
- Mis primeras ilusiones (1886), masurca per a piano
- Ofrenda a la Virgen (1892), per a veu i/o cor
- Polonesa (1892), per a violí, harmònium i piano
- Puerta del cielo, a solo (1898), per a veu amb acompayament de piano, lletra d'Antoni Bori i Fontestà
- Responsorios de Sant Antonio, per a veu i harmònium, amb lletra de Mossèn Cinto (text bilingüe català-castellà)
- Rosario, per a tres veus iguals amb acompanyament de piano
- Serenata (1892), per a piano
- Vals fantástico (1893)
- ¡Vieni, oh bella! (1893), vals
- Le Zorzico de Bilbao, danse espagnole avec chant, text bilingüe sobre una poesia de Mario Halka, música d'A.Avelino
- Zuleika, ballata orientale (1893)

### Amb el pseudònimAndrés Uerba
- Delirio: shimmy-fox-trot (1924), per a orquestrina
- Fox-trot de las emociones (1924), per a orquestrina
- Mi ensueño, one-step (1924), per a orquestrina

### Mètodes d'ensenyament de música
- Arte práctico de solfeo para el uso de los alumnos del Conservatorio del liceo Barcelonés de S.M. Da. Isabel 2a. por los profesores del mismo Andrés A. Abreu ... [et al.]; obra revisada y corregida por el director de la propia Escuela Francisco de P. Sánchez Gavagnach Barcelona: Lit. M.Hereu, 1893?
- Joaquim Zamacois, Avelino Abreu, Pere Serra Llenguatge musical: nivell elemental, lliçons cantades (4 cursos en 4 volums) Barcelona: Conservatori Superior de Música del Liceu, 1999
- Joaquim Zamacois, Avelino Abreu, Pere Serra Llenguatge musical: nivell mitjà, lliçons cantades (4 cursos en quatre volums) Barcelona: Conservatori Superior de Música del Liceu, 1999
- Zamacois, Abreu, Serra Programa de la asignatura Teoria-Solfeo. 1er curso Barcelona: Conservatorio del Liceo Barcelonès (3 edicions)
- Joaquim Zamacois, Avelino Abreu, Pere Serra Solfeo (6 cursos) Barcelona: Conservatorio del Liceo
  - Primer curso 52a. edició, 1984
  - Segundo curso
  - Tercer curso
  - Cuarto curso
  - Quinto curso 17a. ed. 1989
  - Sexto curso
- Joaquim Zamacois, Avelino Abreu, Pere Serra Teoría: cuarto curso Barcelona: Conservatorio del Liceo
- Teoría de la música (2 volums) Barcelona: Labor, 1949 (25a. ed. 1994) (Barcelona: Idea Books, 2002)
- Joaquim Zamacois, Avelino Abreu, Pere Serra Teoría perteneciente a la asignatura de solfeo Barcelona: Boileau
  - Primer curso
  - Segundo curso
  - Tercer curso 6a. ed. Barcelona: Conservatorio del Liceo, 1950
  - Cuarto curso
  - Quinto curso 13. ed. Barcelona: Conservatorio del Liceo, 1989
  - Sexto curso 12. ed. Barcelona: Conservatorio del Liceo, 1989